# Rindermarkt (Passau)

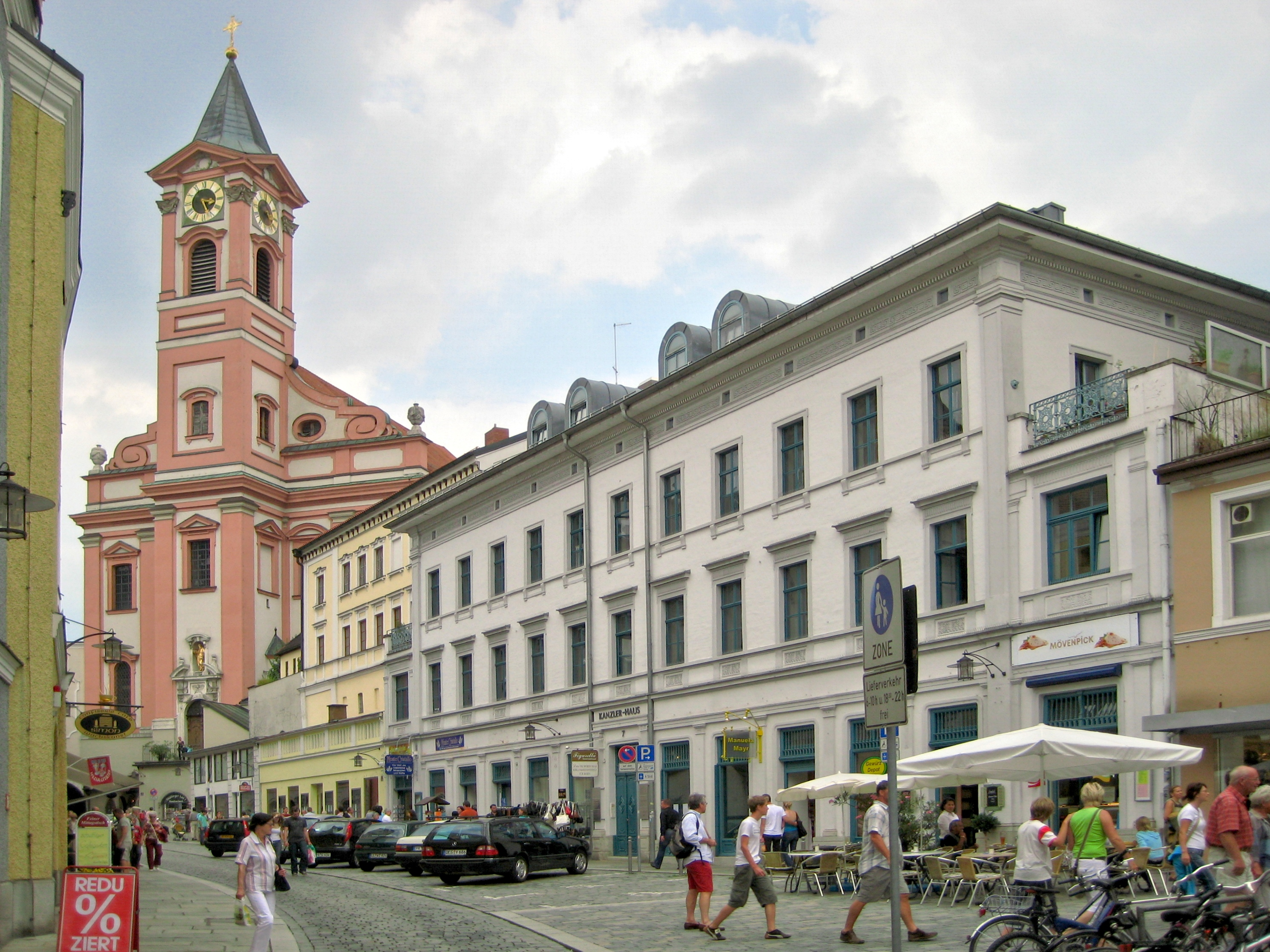
Südostseite des Rindermarkts mit Kirche St. Paul

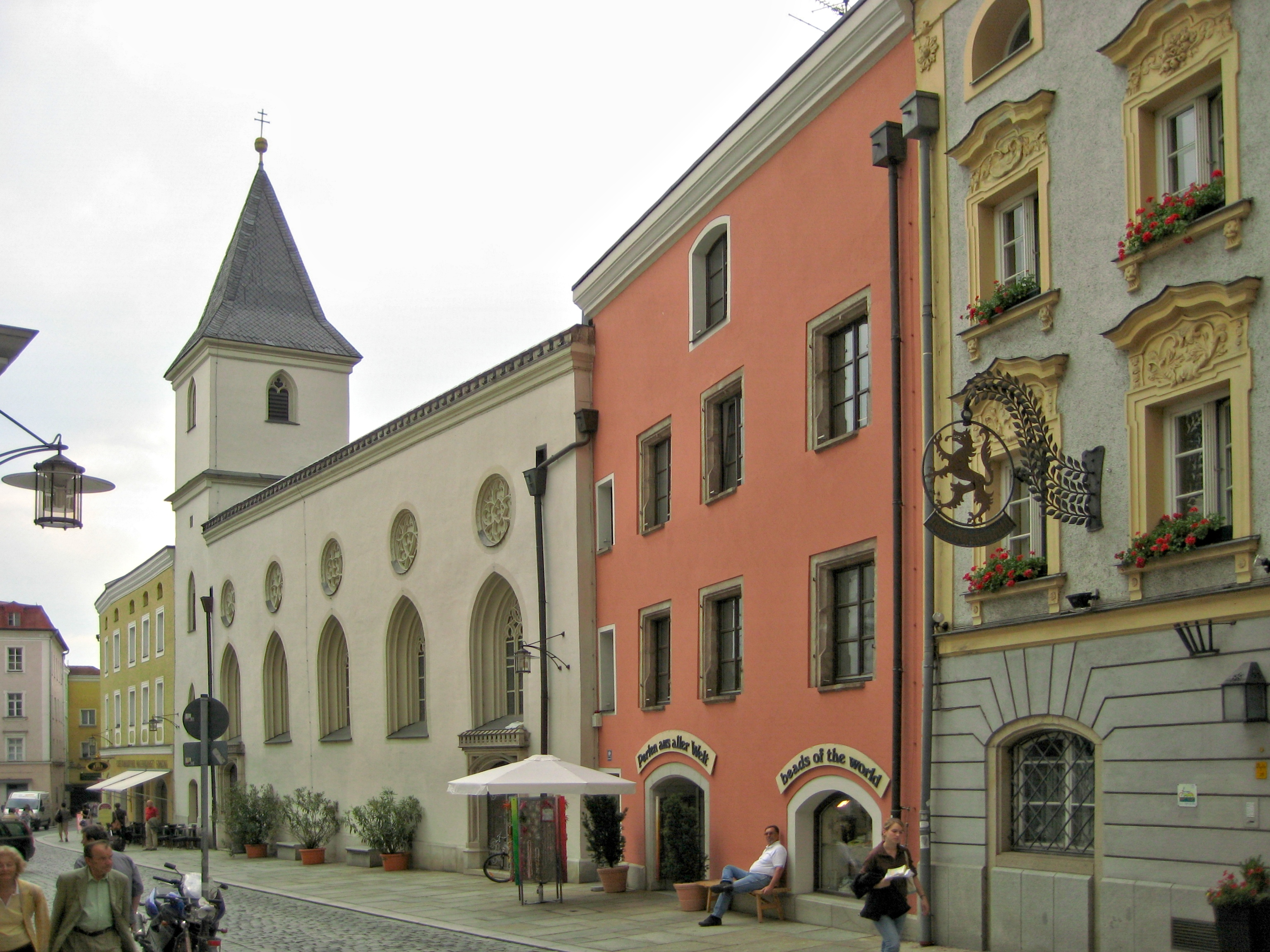
Nordseite mit Kirche St. Johann am Spital

Der Rindermarkt liegt – unweit der Donau – zwischen dem Paulusbogen, dem ursprünglich ältesten Stadttor und in römischer Zeit einzigem Zugang vom Land her, und dem Heuwinkel, in der Dank der italienischen Baumeister Giovanni Battista Carlone und Carlo Lurago südländisch anmutenden Altstadt der Dreiflüssestadt Passau. Der Rindermarkt hat gerade in den Sommermonaten etwas von einer echten italienischen Piazza, ist er doch touristischer Anziehungspunkt und mit seinen Cafés ein beliebter Treffpunkt. 
Bereits 1209 findet er unter seinem originären Namen "Unter den Schmieden" Erwähnung. Der Rindermarkt ist Beginn (Haus Kantner) und somit Teil der Fußgängerzone. Er liegt in unmittelbarer und hochwassersicheren Nähe der Schiffsanlegestellen der Donau, von wo aus Schifffahrten bis zum Schwarzen Meer ihren Anfang nehmen. 

## Bebauung
Nordseite
Um 1200 wurde auf der Nordseite das St.-Johannes-Spital errichtet, zu dem ein Bruderhaus, ein Brauhaus und ein Getreidekasten gehörten. Ergänzt wurde es Ende des 14. Jahrhunderts um die Kirche St. Johann am Spital. Das Spital war Ausgangspunkt des verheerenden Stadtbrandes von 1662. Von seiner ursprünglichen Bausubstanz ist nichts mehr erhalten; das moderne St. Johannis-Stift ist heute ein Alten- und Pflegeheim. Das Hotel Passauer Wolf, das vom Kaufmann Anton Korntheuer erbaut wurde, besitzt eine denkmalgeschützte Rokokofassade. 
Ostseite
Die barocke Kirche St. Paul auf der Ostseite, in der das Grabdenkmal des Schiffmeisters Lukas Kern zu sehen ist, wurde 1678 vollendet. An der Ostseite des Rindermarktes war bis zum Ende des 18. Jahrhunderts auch der Bürgerfriedhof beheimatet, der später nach St. Severin in die Passauer Innstadt verlagert. 
Südseite
Die Römermauer auf dem Domberg und die daran anschließenden Häuser begrenzen den Rindermarkt auf der Südseite. Das Kanzlerhaus wurde Ende des 19. Jahrhunderts vom Buchbinder Julius Kanzler erbaut. Das Haus Kantner, welches einzig am Rindermarkt in der Fußgängerzone liegt, wurde Mitte des 19. Jahrhunderts vom Kaufmann Leopold Kantner (1839–1885) erbaut und befindet sich als einziges Haus am Rindermarkt immer noch in Familienbesitz.
Das Bayerische Landesamt für Denkmalpflege listet als Baudenkmäler am Rindermarkt zu Passau die Hausnummern 6/8 (Hotel Passauer Wolf), 7 (Kanzlerhaus), 9 (Haus Kantner), 12 (Kirche St. Johann incl. Brunnen), 14(Alten-/Pflegeheim und Geschäftshaus) und 16 (Alten-/Pflegeheim und Geschäftshaus) auf.